# Cardwell (Misuri)
Cardwell es una ciudad ubicada en el condado de Dunklin en el estado estadounidense de Misuri. En el Censo de 2010 tenía una población de 713 habitantes y una densidad poblacional de 436,97 personas por km².

## Geografía
Cardwell se encuentra ubicada en las coordenadas 36°2′51″N 90°17′27″O / 36.04750, -90.29083. Según la Oficina del Censo de los Estados Unidos, Cardwell tiene una superficie total de 1.63 km², de la cual 1.63 km² corresponden a tierra firme y (0%) 0 km² es agua.

## Demografía
Según el censo de 2010, había 713 personas residiendo en Cardwell. La densidad de población era de 436,97 hab./km². De los 713 habitantes, Cardwell estaba compuesto por el 96.35% blancos, el 0.42% eran afroamericanos, el 0.28% eran amerindios, el 0% eran asiáticos, el 0% eran isleños del Pacífico, el 1.12% eran de otras razas y el 1.82% pertenecían a dos o más razas. Del total de la población el 3.37% eran hispanos o latinos de cualquier raza.